# Joachim et Anne à la Porte dorée
Joachim et Anne à la Porte dorée est une gravure sur bois datant de 1504 de l'artiste de la Renaissance allemande Albrecht Dürer qui représente la scène type de Joachim et Anne se rencontrant à la Porte dorée de Jérusalem, apprenant qu'elle portera un enfant. 

## Histoire
L'œuvre est l'une des 16 gravures sur bois de la série La Vie de la Vierge de Dürer, qu'il exécute entre 1501 et 1511. Joachim et Anne à la Porte dorée est la seule œuvre de la série à contenir une date. Tout au long de la série, la Vierge est présentée comme un intermédiaire entre le divin et la terre, mais montrée avec différentes fragilités humaines. La série complète d'estampes est publiée pour la première fois en 1511. Au verso de chacune était imprimé un texte latin écrit par un membre  du cercle intellectuel de Dürer à Nuremberg, l'abbé bénédictin Benedictus Chelidonius.

## Analyse
Dürer suit ici une convention du début de la Renaissance supposant l'illusion de regarder à travers une fenêtre ouverte. Il encadre plusieurs de ses œuvres de cette manière, notamment Joachim et Anne à la Porte Dorée, qui est délimitée par un arc Renaissance. Le mélange de motifs classiques et de Nuremberg au XVIe siècle, ainsi que le cadre nord-européen, sont utilisés pour rapprocher les images du public. Selon la critique Laurie Meunier Graves, « ces estampes parviennent à éclairer le sacré tout en offrant des scènes de la vie familiale de la Renaissance. Elles sont un beau mélange de sacré et de profane. De plus, la gravure sur bois est une forme d'art qui donne beaucoup de latitude à l'imagination et laisse place à la fantaisie. »  Comme les autres œuvres de la série, elle se distingue par une utilisation virtuose du trait et un découpage très habile.